# Cyphocarpa quadrangula
Cyphocarpa quadrangula är en amarantväxtart som först beskrevs av Adolf Engler, och fick sitt nu gällande namn av Charles Baron Clarke. Cyphocarpa quadrangula ingår i släktet Cyphocarpa, och familjen amarantväxter. Inga underarter finns listade i Catalogue of Life.